# Cătălin Nicolae
Pas d'image ? Cliquez ici

a Compétitions nationales et continentales officielles uniquement.

b Matchs officiels uniquement.
Dernière mise à jour le 14 septembre 2023.
Catalin Nicolae, né le 22 juillet 1980 à Bucarest (Roumanie), est un joueur de rugby à XV qui évolue au poste d'ailier ou d'arrière avec la Roumanie. Il mesure 1,83 m pour 84 kg.

## Carrière

### En équipe nationale
Il a eu sa première sélection le 22 février 2003 contre le Portugal.

## Palmarès

### En club
Néant

### En équipe nationale
- 24 sélections entre 2003 et 2011.
- 10 points (2 essais).

Participation à la Coupe du monde:
- 2007, 2011,